# Дітріх фон Гільдебранд
Дітріх Річард Альфред фон Гільдебранд (12 жовтня 1889 — 26 січня 1977) — німецький римо-католицький філософ і богослов.
Папа Пій XII назвав Гільдебранда «доктором Церкви XX століття». Папа Іван Павло ІІ також дуже захоплювався творчістю Гільдебранда, колись відмітивши його вдові Алісі фон Гільдебранд: «Ваш чоловік — один із великих етиків XX століття». Бенедикт XVI також особливо захоплюється і поважає Гільдебранда, якого він знав як молодого священика в Мюнхені. Рівень поваги папи Бенедикта виражено в одному з його висловлювань про Гільдебранд:
|  | Коли буде написана інтелектуальна історія Католицької Церкви у XX столітті, ім'я Дітріха фон Гільдебранда буде найвизначнішим серед діячів сучасності. |

Запеклий критик змін у церкві, принесених ІІ Ватиканським собором, Гільдебранд став віце-директором Chiesa viva Луїджі Вілли («Жива церква») і особливо обурювався новою літургією:
|  | Воістину, якщо комусь із чортів К.Л. Льюїсового твору Листи Крутеня було доручено сплюндрувати літургію, він не міг би зробити це краще |

## Життєпис
Народився і виріс в Флоренції, в Королівстві Італії. Гільдебранд виріс в німецькій родині, син скульптора Адольфа фон Гільдебранда та Ірен Шеуфелен, які жили в колишньому мінімському монастирі. Ранню освіту здобув у приватних репетиторів. Хоча будучи вихований не в релігійному дусі, Гільдебранд розвинув глибоку віру в Ісуса ще в молодому віці.
У віці п'ятнадцяти років в відправлений на Абітуру до Мюнхена. Через два роки Гільдебранд записався до Мюнхенського університету, де він приєднався до кола студентів, які спочатку пішли за філософом Теодором Ліппом, але незабаром були захоплені вченням Едмунда Гуссерля. Через це коло він познайомився з Максом Шелером. Через праці Шелера Гільдебранд перейшов у католицизм у 1914 році. У 1909 році він відвідував Геттінгенський університет, де закінчив докторантуру з філософії при Гуссерлі та Адольфові Рейнаху, яким він згодом завдячував формуванню власної філософської системи.
У 1912 році він одружився з Маргарет Денк, з якою в них була одна дитина, Франц.
У 1913 році Гільдебранд відправився до Риму, щоб відвідати Перше Причастя однієї із своїх сестер, на церемонії, що відбулася в Катакомбах Каллікста. Наступного року його та його дружину прийняли до католицької церкви. Після початку Першої світової війни Гільдебранд був призваний на посаду помічника лікаря в Мюнхені.
У 1916 році Гільдебранд опублікував свою першу книгу «Die Idee der Sittlichen Handlung», а через два роки, після закінчення війни, отримав викладацьку посаду в Мюнхенському університеті, зрештою здобувши там асистентську професію в 1924 році. На той час він опублікував ще одну працю «Sittlichkeit und Ethische Werterkenntniss» (1921).
Коли Гітлер прийшов до влади в 1933 році, Гільдебранд, голосний опонент Гітлера та нацизму, втік з Німеччини, вирушивши спочатку до Італії, а потім до Відня. Там, за підтримки канцлера Австрії Енгельберта Долфусса, він заснував та редагував антинацистський тижневик Der Christliche Ständestaat («Християнська корпоративна держава»). За це його гітлерівці заочно засудили до смерті.
Гільдебранд знову змушений був тікати, коли Гітлер анексував Австрію в 1938 році. Він провів одинадцять місяців у Швейцарії, поблизу Фрібурга. Потім він переїхав до Фіак у Франції, поблизу Тулузи, де викладав у католицькому університеті Тулузи. Коли гітлерівці вторглись у Францію у 1940 р., він переховувався; після багатьох негараздів та героїчної допомоги французів, серед яких Едмонд Мішелет та американський журналіст Варіан Фрай, він зміг втекти до Португалії зі своєю дружиною, їхнім сином Францом та невісткою. Звідти вони поїхали на кораблі до Бразилії, а потім до Нью-Йорка, прибувши в 1940 році. Там він викладав філософію в університеті єзуїтів Фордхем на Роуз-Хілл в Бронксі, де потім став наставником відомої католицької письменниці та професорки філософії Ронди Червін.
Гільдебранд покинув викладання в 1960 році, присвятивши решту років життя написанню десятків книг німецькою та англійською мовами. Він був засновником організації Уна Воче Америка. У 1957 році в сорока п'ятирічному віці померла його дружина, а в 1959 році він одружився з Алісою М. Журден, також філософом і богословом, яка була його студенткою в Університеті Фордхема.
Дружина Гільдебранда Аліса виявила, що Белла Додд, подруга сім'ї, яка навернулася до католицизму в квітні 1952 року, зізналася їм приватно, а також публічно на конференції в Оранж, штат Каліфорнія, що вона допомагала комуністичному проникненню в католицькі семінарії.
Гільдебранд помер в Нью-Рошеллі, штат Нью-Йорк, у 1977 році, після тривалої боротьби із серцевим захворюванням.

## Часткова бібліографія
- Marriage: The Mystery of Faithful Love (1929)
- Metaphysics of Community (1930)
- In Defense of Purity: An Analysis of the Catholic Ideals of Purity and Virginity (Longmans, Green and Co., 1931, Hildebrand Project, 2018)
- Actual Questions in the Light of Eternity (1931)
- The Essence of Philosophical Research and Knowledge (1934)
- Liturgy and Personality (Longmans, 1943, Hildebrand Project, 2017)
- Transformation in Christ (Longmans, 1948)
- Fundamental Moral Attitudes (Longmans, 1950)
- Christian Ethics (McKay, 1952)
- The New Tower of Babel (P. J. Kenedy, 1953)
- Ethics (Franciscan Herald Press, 1953)
- True Morality and Its Counterfeits, with Alice M. Jourdain (McKay, 1955)
- Graven Images: Substitutes for True Morality, with Alice M. Jourdain (McKay, 1957)
- Mozart, Beethoven, Schubert (J. Habbel, 1961)
- Not as the World Gives; St. Francis' Message to Laymen Today (Franciscan Herald Press, 1963)
- The art of living, with Alice von Hildebrand (Franciscan Herald Press, 1965; Hildebrand Project, 2017)
- Man and Woman: Love & the Meaning of Intimacy, (Franciscan Herald Press, 1966)
- Morality and Situation Ethics, (Franciscan Herald Press, 1966)
- Love, Marriage, and the Catholic Conscience: Understanding the Church's Teachings on Birth Control
- The Trojan Horse in the City of God: The Catholic Crisis Explained (Franciscan Herald Press, 1967)
- The encyclical Humanae vitae, a sign of contradiction; an essay on birth control and Catholic conscience, (Franciscan Herald Press, 1969, Hildebrand Project, 2018)
- Celibacy and the crisis of faith, (Franciscan Herald Press, 1971)
- What is Philosophy? (Franciscan Herald Press, 1973)
- The Devastated Vineyard (1973)
- Jaws of Death: Gate of Heaven (1976)
- The Heart: an Analysis of Human and Divine Affectivity, (Franciscan Herald Press, 1977)
- Making Christ's Peace a Part of Your Life
- Humility: Wellspring of Virtue
- The Nature of Love (St. Augustine´s Press, 2010)
- Aesthetics, Vols. I (Hildebrand Project, 2016) and II (Hildebrand Project, 2018)

### Переклади українською
- Етика (Львів: УКУ, 2002; пер. Ольга Городиська)
- Що таке філософія? (Львів: Колесо, 2008; пер. Юрій Підлісний)